# هیراایزومی کیوشی
هیراایزومی کیوشی (به ژاپنی: 平泉 澄 Hiraizumi Kiyoshi); ۱۵ فوریهٔ ۱۸۹۵ – ۱۸ فوریهٔ ۱۹۸۴) تاریخ‌نگار اهل ژاپن بود. او کتاب احیای بوشیدو (武士道の復活 /Bushidō no fukkatsu) را در سال ۱۹۳۳ به رشته تحریر درآورد.